# 김명주 (1967년)
김명주(金命柱, 1967년 3월 7일~2015년 3월 4일)는 대한민국의 법조 겸 정치인이다. 제17대 국회의원을 지냈다. 본관은 김해(金海).
통영 출신, 법조계 입문하여, 2013년 10월 '간 내 담도암' 판정을 받았지만, 2015년 3월 4일 담도암으로 사망하였다.

## 학력
- 통영초등학교 졸업
- 통영중학교 졸업
- 통영고등학교 졸업
- 서울대학교 법과대학 졸업

## 경력
- 1994년 제36회 사법고시 합격
- 1995년 제26기 사법연수생
- 울산지방법원 판사
- 창원지방법원 판사
- 동호장학회 이사장
- 통영행복복지포럼 상임고문

## 역대 선거 결과
|  | 79.35% |

|  | 53.33% |

|  | 38.36% |

## 저서
- 헌법사산책
- 김명주의 인생 이야기(부제: 사랑하고 땀 흘리며 기뻐하자)